# ایرمان
ایرمان در اوستا و سانسکریت ایریامن بمعنی یار و دوست و نیز نام یکی از خدایان آمده است و به موبدین و پیشوایان دینی اطلاق می‌گردیده‌است. در لغت نامه دهخدا به معنی موبد و پیشوای دینی و در شاهنامه فردوسی استعاره از میهمان نیز آمده‌است.
در اصل پهلوی صرفاً در معنی مهمان بکار می‌رفته‌است لکن در مرور زمان در مقابل میهمان معنی طفیلی را هم بخود گرفته‌است.
این نام به عنوان نام پسران انتخاب می‌گردد.
باشگاه ورزشی ایرمان سمنان نیز از باشگاه‌های معتبر ورزشی در رشته‌های فوتبال ساحلی و فوتبال می‌باشد که نماینده استان سمنان در لیگ برتر فوتبال ساحلی کشور است.